# Матвеєв Андрій Іванович
Андрій Іванович Матвеєв (нар. 6 травня 1981) — український футболіст, півзахисник та нападник.

## Клубна кар'єра
Вихованець клубу «Дніпро-75», але дорослу футбольну кар'єру розпочав у складі іншого дніпровського клубу, ФК «Дніпро». Спочатку виступав у другій команді, а 26 травня 1998 року дебютував у Вищій лізі в поєдинку з «Таврією» (Сімферополь). В сезоні 2003/04 років захищали кольори «Поділля» (Хмельницький). Влітку 2004 року перейшов до армянського «Титан» (Армянськ), а в 2006 році — до «Гірника» (Кривий Ріг). У верезні 2007 року виступав у клубі «Газовик-ХГВ» (Харків). З 2008 року виступав в аматорських клубах Дніпропетровської області — «Авіо», «Алан» (обидва — Дніпропетровськ), «Камелот» (с. Піщанка), «Скіф» (Дніпропетровськ), «Динамо» (смт Солоне). У 2011 році захищав кольори «Колосу» (Зачепилівка), який виступав у чемпіонаті Харківської області.

## Кар'єра в збірній
На юнацькому чемпіонаті Європи з (U-18) 2000 року в Німеччині виступав у складі збірної України.

## Кар'єра тренера
У 2013 році поряд з функцією гравця виконував і обов'язки тренера клубу «Скіф» (Дніпропетровськ). Тренер дитячого клубу «Енергія»

## Досягнення

### Клубні
- Вища ліга чемпіонату України
  -  Бронзовий призер (1): 2001

### У збірній
- Юнацький чемпіонат Європи (U-19)
  -  Срібний призер (1): 2000